# Wilhelm Kuhe
Wilhelm Kuhe, né le 10 décembre 1823 à Prague et mort le 9 octobre 1912 à Londres, est un pianiste et compositeur tchèque originaire de Bohême.

## Biographie
Il fait ses études auprès de Josef Proksch, Václav Jan Tomášek et Sigismund Thalberg, puis il se rend à Londres avec le chanteur Pischek et s'installe dans la capitale à partir de 1845. Il est professeur à la Royal Academy of Music de 1886 à 1904. Il écrit beaucoup de musique de chambre et des fantaisies lyriques pour piano.

## Œuvres musicales
- Feu follet
- Gondola
- Rosée du soir
- Étude de concert

## Œuvres littéraires
- My Musical Recollections, Londres, 1896